# Tilleul à étages

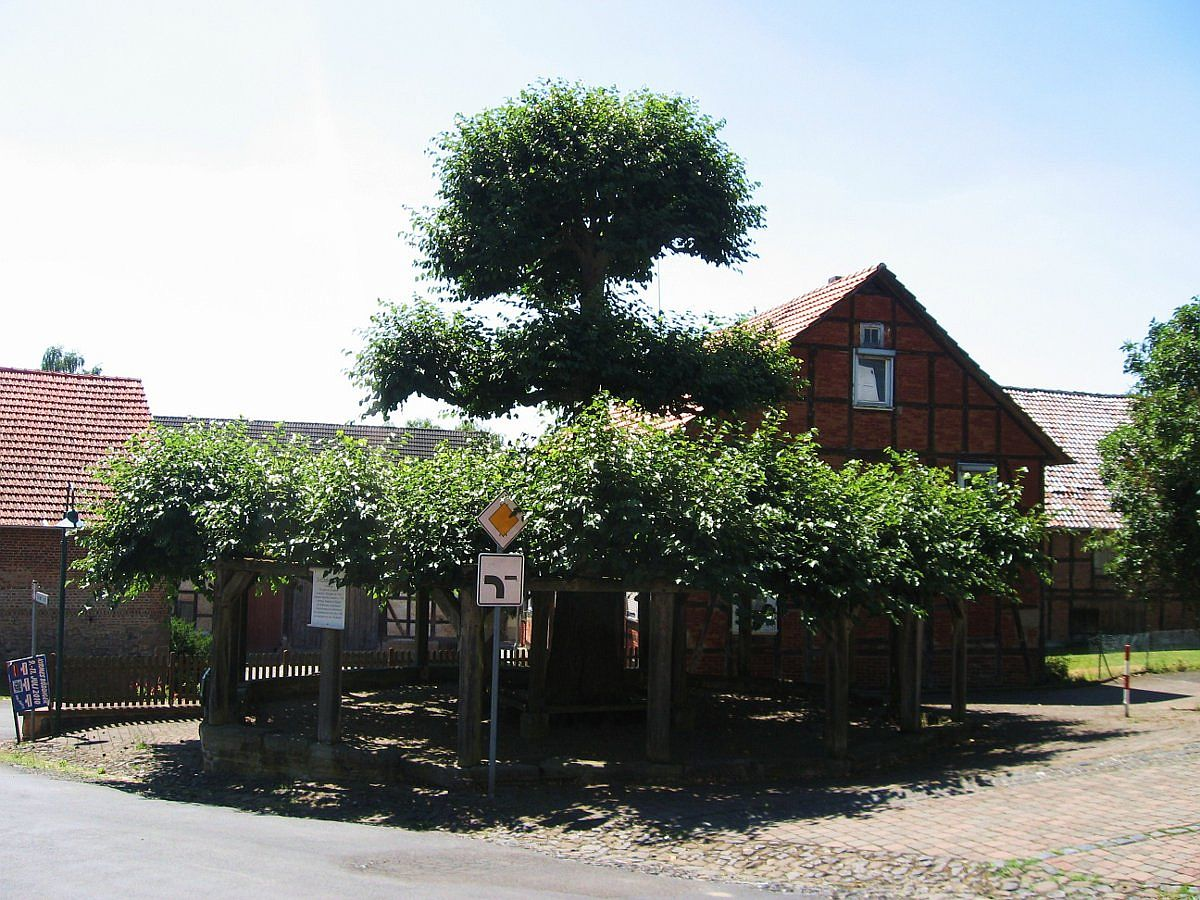
Le Tilleul de danse d'Hilgershausen

Un tilleul à étages est un tilleul (le plus souvent en espalier) qui présente une structure étagée (habituellement trois) grâce à une méthode de taille spécifique

## Galerie

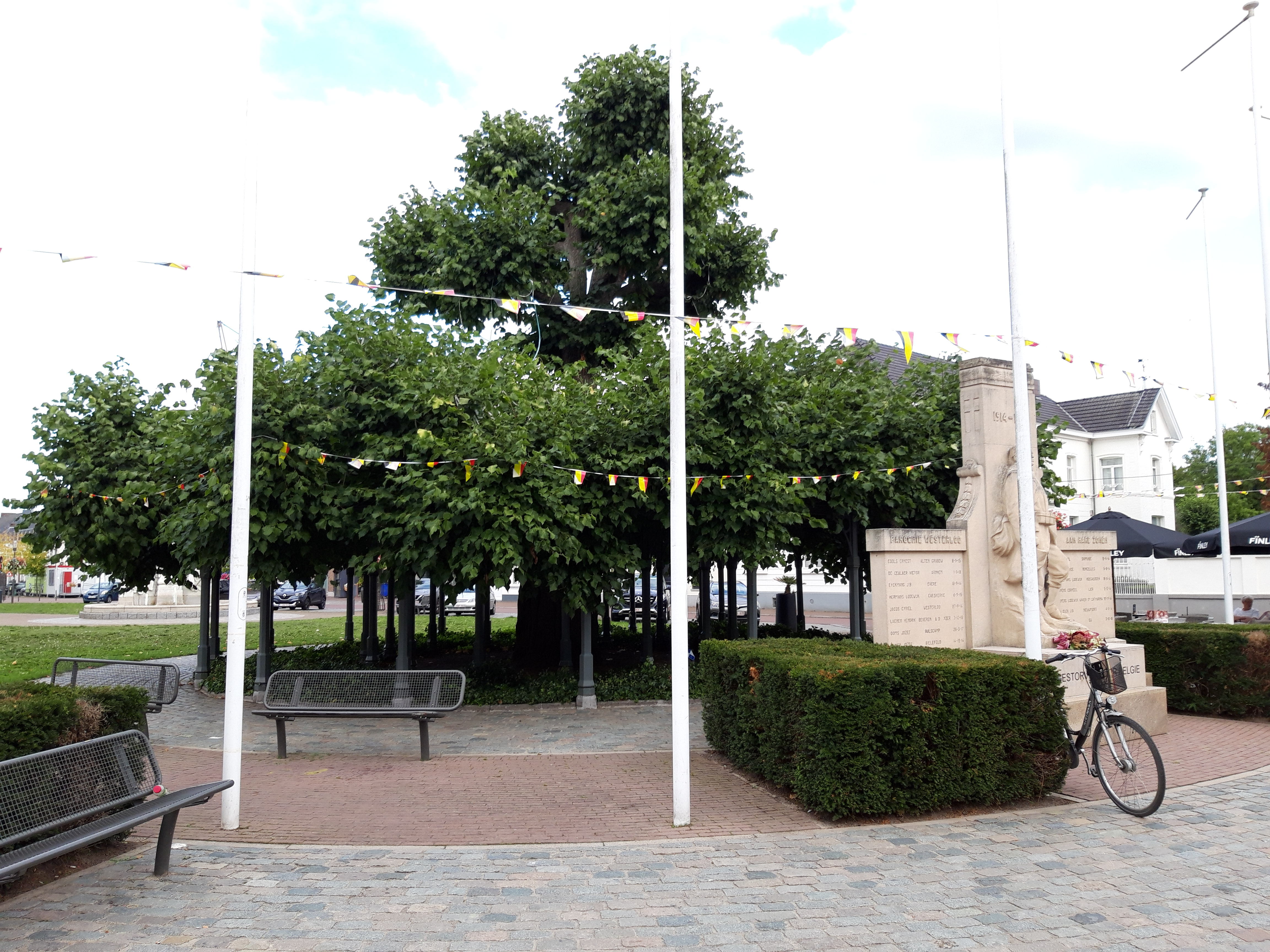
Tilleul à de Westerloo
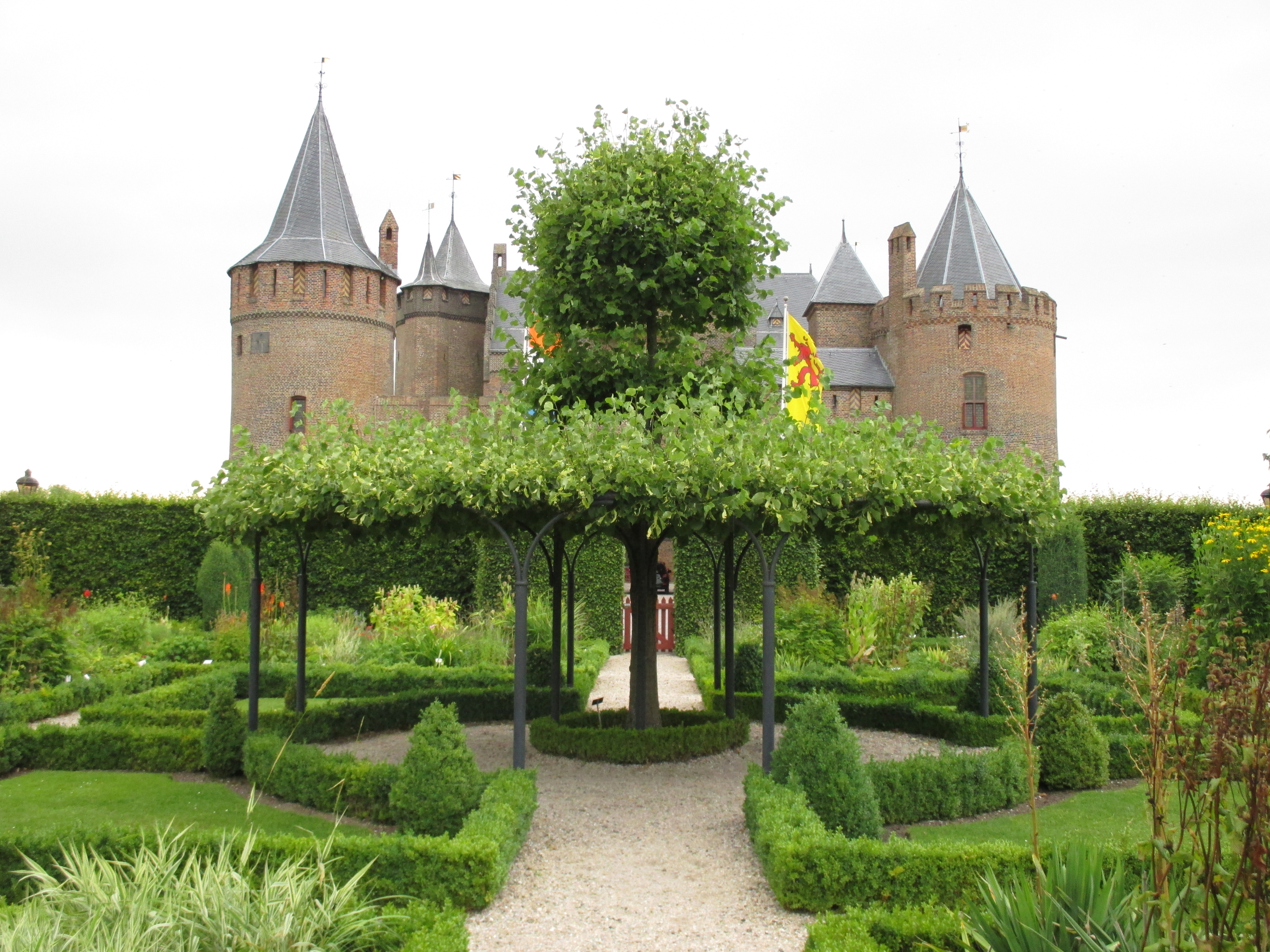
Le tilleul de Muiderslot
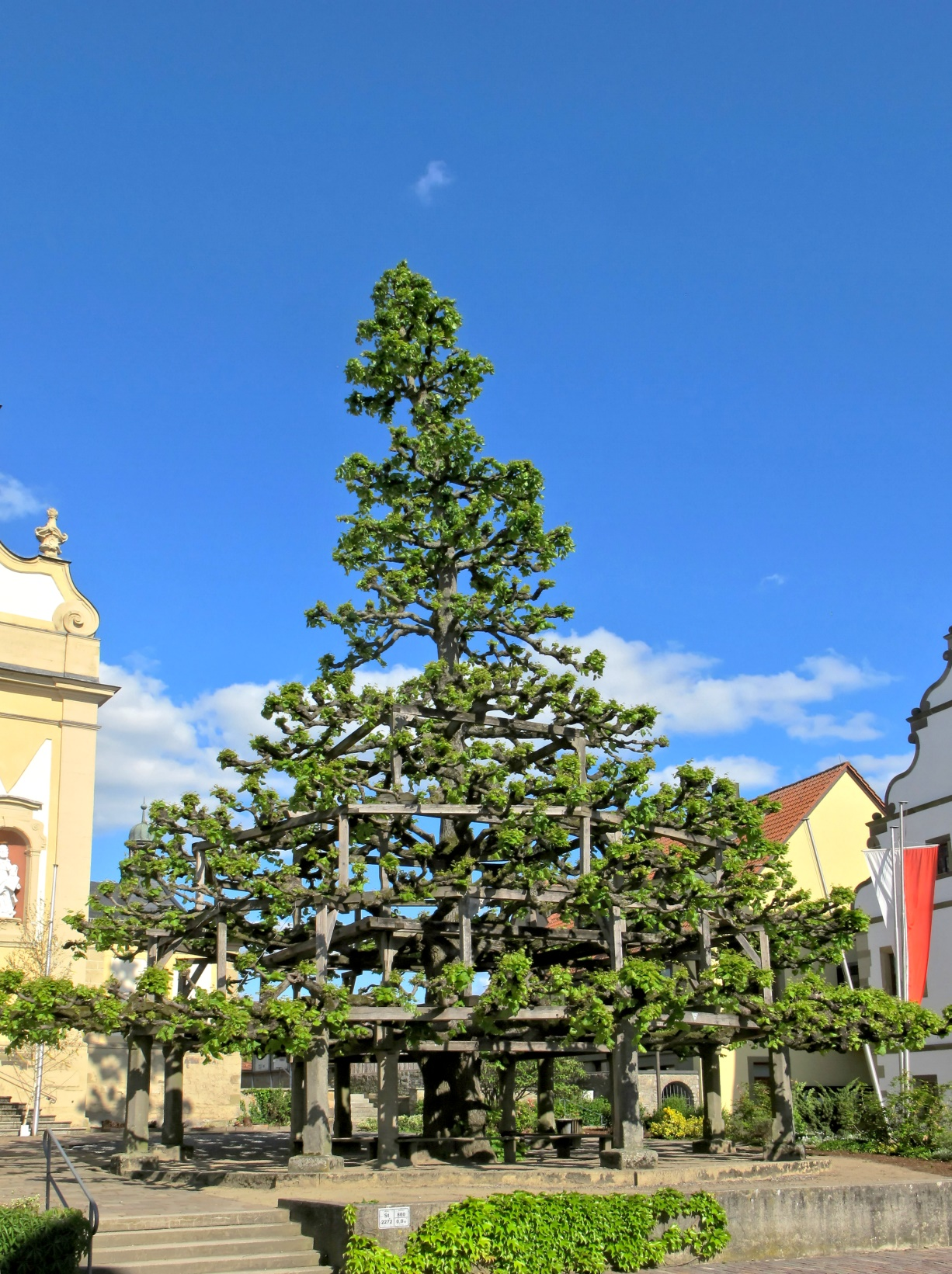
Tilleul de Grettstadt
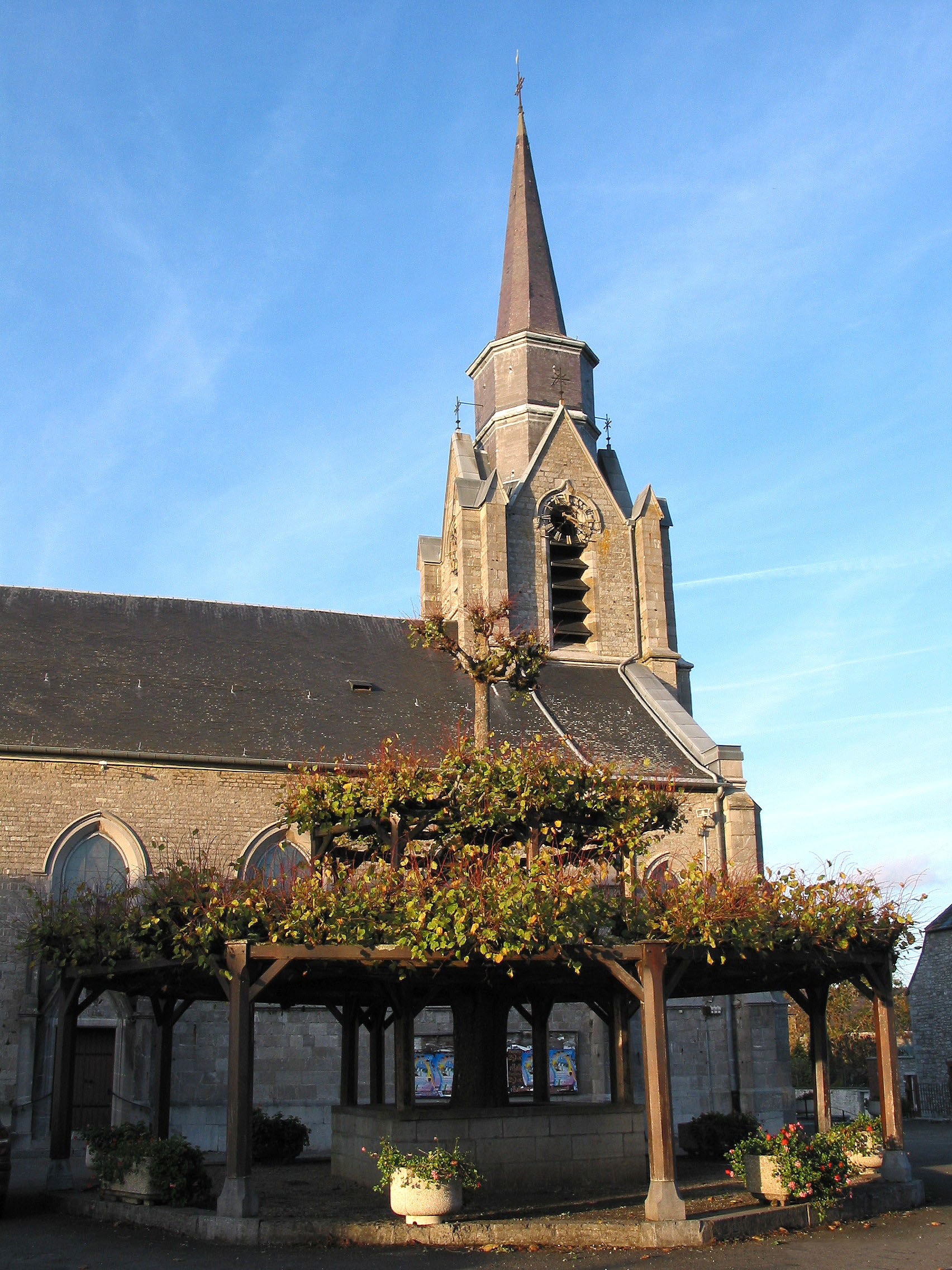
Le tilleul de Macon
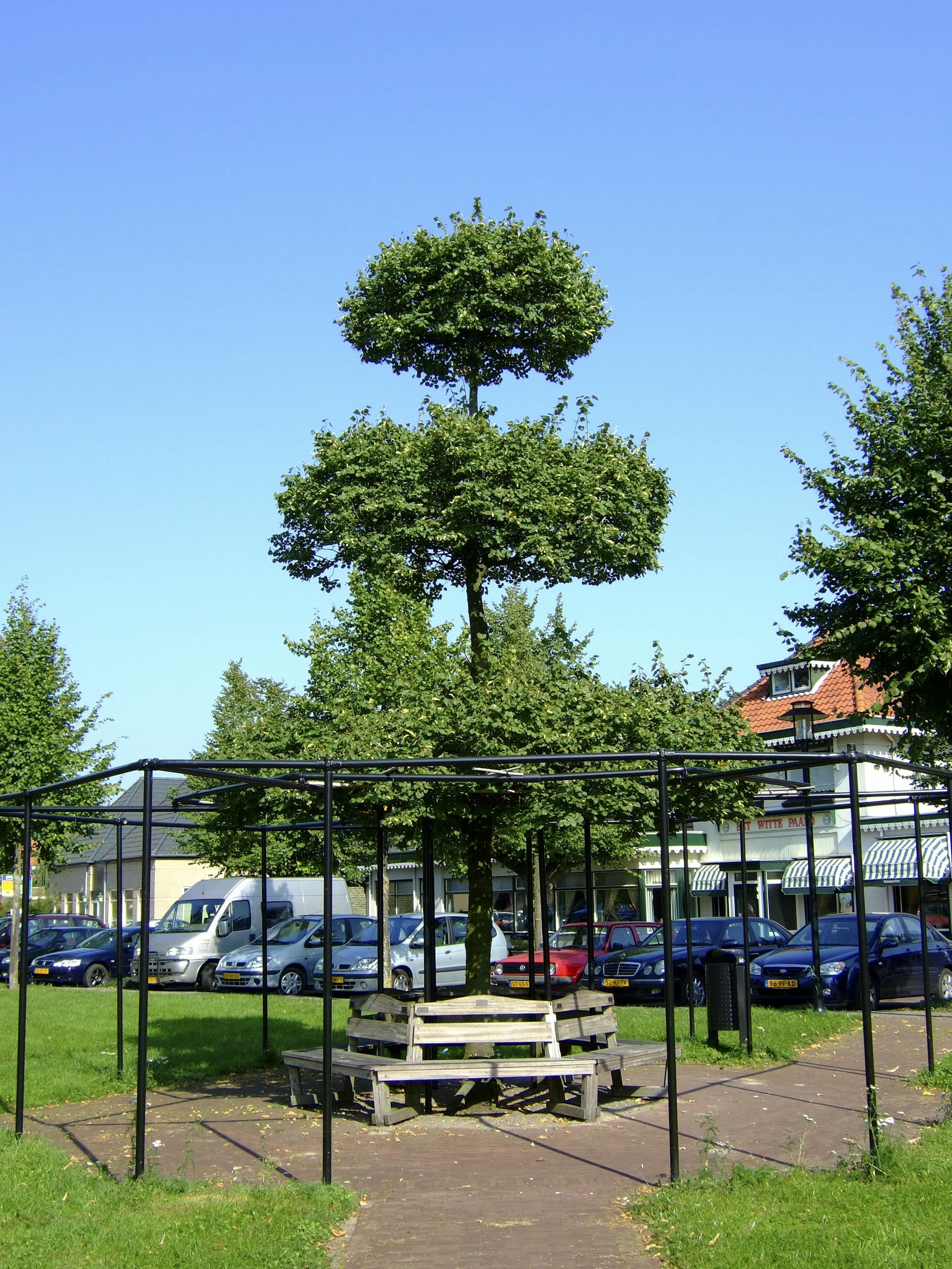
Tilleul de Zelhem